# En otra piel
En otra piel es una telenovela estadounidense producida por Telemundo Studios para Telemundo en el 2014. Está basada en la telenovela El cuerpo del deseo, que a su vez es adaptación de la historia original colombiana de Julio Jiménez, En cuerpo ajeno.
Está protagonizada por María Elisa Camargo, Jorge Luis Pila y David Chocarro y con las participaciones antagónicas de Vanessa Villela y Plutarco Haza. Cuenta con la actuación especial de Laura Flores y las actuaciones estelares de Marisela González, Guillermo Quintanilla y Karen Sentíes.

## Sinopsis
Mónica Serrano, una mujer proveniente de una familia millonaria, pianista reconocida a nivel mundial, había conseguido el amor de Gerardo Fonsi un gigolo que enamora a mujeres haciéndolas creer que las ama, en realidad lo único que busca es la fortuna de estas mujeres, Mónica tenía una familia sus dos hijas: Emiliana y Camila, Elena, su sobrina, que desde pequeña creció con rencor y cuando tuvo la oportunidad asesinó a Mónica, inyectándole una sustancia que presenta los mismos efectos que un infarto, sin embargo Mónica regresó en otro cuerpo (con la misma alma y recuerdos) para proteger a los suyos.
Adriana Aguilar es una mujer que lo tenía todo, era trabajadora y soñadora. Estaba enamorada de Diego y quería a su hermano Jacinto al que ayudaba con los gastos de la carrera de medicina, sin darse cuenta de que su hermano usaba el dinero en casinos. Adriana conoce a Mónica en medio de un pequeño accidente,  donde sus almas quedaron unidas a través de un amuleto mágico. Adriana pierde el amuleto en el encuentro con Mónica; Mónica empieza a tener visiones de lo que hacía Adriana. Adriana fue maltratada físicamente por Carlos Ricalde que mandó asesinar a su hermano y después intentó asesinarla en el hospital donde residía, justo al momento que Mónica es asesinada por su sobrina, el alma de Adriana sale de su cuerpo y el alma de Mónica entra al cuerpo de Adriana. A Diego lo acusan de haber asesinado al hermano de Adriana y lo meten a la cárcel, mientras que Mónica tendrá que adaptarse a un nuevo cuerpo para poder defender a sus hijas ante sus enemigos.

## Reparto
| Actores               | Personajes                                                  |
| --------------------- | ----------------------------------------------------------- |
| María Elisa Camargo   | Adriana Aguilar / Mónica Serrano de Larrea / Mónica Arreaga |
| Jorge Luis Pila       | Gerardo Fonsi / Juan Gerardo Suárez                         |
| David Chocarro        | Diego Ochoa                                                 |
| Vanessa Villela       | Elena Serrano Catalán                                       |
| Laura Flores          | Mónica Serrano de Larrea                                    |
| Plutarco Haza         | Carlos Ricalde / Raúl Camacho                               |
| Marisela González     | Selma Carrasco de Parker                                    |
| Guillermo Quintanilla | Rodrigo Cantú                                               |
| Gloria Peralta        | Martha Suárez                                               |
| Javier Gómez          | Julián Larrea / Jorge Larrea                                |
| Karen Sentíes         | Lorena Serrano                                              |
| Kendra Santacruz      | Camila Larrea Serrano                                       |
| Martín Barba          | Ricardo Cantú                                               |
| Gala Montes de Oca    | Emiliana Larrea Serrano                                     |
| Silvana Arias         | Maite González                                              |
| Alexandra Pomales     | Valeria                                                     |
| Alba Raquel Barros    | Guadalupe Cortes «Doña Lupe»                                |
| Adrián Carvajal       | Ernesto Suárez                                              |
| Beatriz Monroy        | Victoria «Vicky» Andrade                                    |
| Jonathan Freudman     | Gabriel Cantú                                               |
| Marielena Dávila      | Jennifer Fuentes                                            |
| Eduardo Ibarrola      | Manuel Figueroa                                             |
| Juanita Arias         | Eileen Parker Carrasco                                      |
| Daniela Macias        | Susana                                                      |
| Omar Germenos         | Esteban Lazo                                                |
| Gustavo Pedraza       | El Rottweiler                                               |
| Yamil Sesin           | Fulgencio Soto «El Pachuco»                                 |
| Roberto Plantier      | Eduardo «Eddie»                                             |
| Luciano Capdevila     | El Chalado                                                  |
| Francisco Porras      | Martín                                                      |
| Bettina Grand         | Luz Marina                                                  |
| Óscar Priego          | Jacinto Aguilar                                             |
| Rubén Morales         | Don Mario                                                   |
| Diana Franco          | Chantal                                                     |
| Víctor Corona         | Jesús «Chucho»                                              |
| Frank Guzmán          | El Rayado                                                   |
| Marielena Zamora      | Rita García                                                 |

## Banda sonora
| Intérprete       | Tema                                 | Personaje(s)       |
| ---------------- | ------------------------------------ | ------------------ |
| Laura Flores     | «En otra piel»                       | Gerardo y Mónica   |
| Ender Thomas     | «Para olvidarte»                     | Camila y Ricardo   |
| Marielena Dávila | «Descubriendo el amor»               | Jennifer y Gabriel |
| Marielena Dávila | «El arte de Gabriel» (versión corta) | Jennifer y Gabriel |

## Equipo de producción
- Director Literario: Eduardo Macías
- Editor Literario: Iralyn Valera
- Director desarrollo de Telenovelas: Juan Marcos Blanco
- SVP. de producción: Claudia Foghini
- VP. Desarrollo de Telenovelas: Perla Farías
- Tema Principal: En otra piel
- Letra y Música: Marco Flores
- Interpretado: Laura Flores
- Música Original: Marco Flores
- Integración de producto: Mónica Aguirre
- Coordinadora de Talento: Mónica Vélez
- Localizaciones: Lly Hurtado y Paola Ordóñez
- Escenografía: Arturo Silva
- Ambientación: Gabriela Soto
- Diseño de Vestuario: Cinzia Actis Dato
- Maquillaje: Martha Fuentes
- Continuidad: Rosa Pérez y José Rafael Oquendo
- Equipo de Producción: Ricardo Dimas, Vilmari Moreno y Diego Regalado
- Supervisión de Post Producción: Hader Antivar
- Supervisión de Posproducción de Audio y Musicalización: Joaquín Fernández Fernández
- Colorista: Rafael Pérez
- Efectos digitales: Richard Martínez
- Edición: Ellery Albarrán
- Coordinación de producción: Marlly Tatiana Ferro y Katherine Russián
- Desglose de Libretos: Rosirys Cestan
- Jefe de producción: Marly  Meza
- Producción de exteriores: Ernesto Cabrera
- Producción de Estudio: Fiorella Caricchio
- Asistentes de Dirección: Pedro Perdomo y Uandari Gómez
- Supervisión de Producción: Luisa Ibáñez
- Casting: Jessica Caldrello
- Dirección de Fotografía: Argemiro Saavedra y Joseph Martínez
- Dirección de arte: Valeria Fiñana
- Productora Ejecutiva Asociada: Gemma Lombardi Ortin
- Dirección: Luis Manzo y Ricardo Schwarz
- Productor Ejecutivo: José Gerardo Guillén
- V.P de Producción: Carmen Cecilia Urbaneja Ll

## Premios y nominaciones
| 2014 | Premios Tu Mundo                   |                             |                       |           |
| 2014 | Premios Tu Mundo                   | Novela del año              | En Otra Piel          | Nominada  |
| 2014 | Premios Tu Mundo                   | Protagonista favorito       | David Chocarro        | Nominados |
| 2014 | Premios Tu Mundo                   | Protagonista favorito       | Jorge Luis Pila       | Nominados |
| 2014 | Premios Tu Mundo                   | Protagonista favorita       | María Elisa Camargo   | Nominada  |
| 2014 | Premios Tu Mundo                   | Protagonista favorita       | Laura Flores          | Nominada  |
| 2014 | Premios Tu Mundo                   | Mejor actriz de reparto     | Silvana Arias         |           |
| 2014 | Premios Tu Mundo                   | Primer actor                | Guillermo Quintanilla | Nominados |
| 2014 | Premios Tu Mundo                   | Primer actor                | Javier Gómez          | Nominados |
| 2014 | Premios Tu Mundo                   | Artista juvenil favorita    | Gala Montes           | Nominadas |
| 2014 | Premios Tu Mundo                   | Artista juvenil favorita    | Kendra Santacruz      | Nominadas |
| 2014 | Premios Tu Mundo                   | Mejor Antagónica            | Vanessa Villela       | Nominada  |
| 2014 | Premios Tu Mundo                   | Mejor Antagónico            | Plutarco Haza         | Nominado  |
| 2014 | Premios Talento Caracol (Colombia) |                             |                       |           |
| 2014 | Premios Talento Caracol (Colombia) | Mejor Producción Extranjera | En Otra Piel          | Nominada  |

Nominada